# Louis-Armand de La Poype de Vertrieux
 (12 mai 2020).
Louis-Armand de La Poype, marquis de Vertrieux dit « La Poype-Vertrieux », né le 2 février 1721 à Paris et mort le 12 mai 1801 à Londres, est un officier de marine et homme politique français des XVIIIe et XIXe siècles. Il sert dans la marine royale, notamment dans la Guerre d'Indépendance des États-Unis, et prend sa retraite avec le grade de chef d'escadre. Pendant la Révolution de 1789, il est député électeur de la noblesse pour la sénéchaussée de Toulon.

## Biographie

### Origines et famille
Louis-Armand de La Poype est le fils de François-Louis de la Poype, marquis de Vertrieux, et de Marie-Anne Forest. Son grand-père maternel Pierre Forest, seigneur de Bellefontaine, est conseiller au Parlement de Paris. Il est parent de Jean-Claude de La Poype de Vertrieu, qui est évêque de Poitiers de 1702 à 1732.
Il naît le 2 février 1721 à Paris, et est baptisé dès le lendemain à l'église Saint-Eustache,. Le prince du sang, Louis-Armand de Conti accepte de le tenir sur les fonts baptismaux et lui donne ses propres prénoms, réaffirmant ainsi l'alliance ancienne entre les Conti, branche cadette des Condés (elle-même branche cadette des Bourbons) et les La Poype.

### Jeunesse et débuts aux Gardes-marines
Comme beaucoup d’enfants de la noblesse, Louis-Armand de La Poype de Vertrieux est mis chez une nourrice à la campagne, loin des odeurs et des fracas de Paris. « Il y gagna une forte constitution qui lui permit d’être accepté plus tard dans les armées du Roi et de satisfaire son amour des armes, deux traditions de sa famille. »
Suivant les traces de son père, officier aux Gardes du corps du Roi, il est nommé, à l’âge de treize ans, cadet dans ce corps d’élite très recherché, car il permettait de se faire remarquer du Roi, étant tous les jours auprès de lui.
Pendant quatre ans, de 1734 à 1738, le jeune cadet fait son premier apprentissage de la discipline militaire dont la dureté le rebute. Il quitte les Gardes du corps du Roi et entre dans la Marine. Sûrement recommandé par son illustre parrain, le prince Louis-Armand de Conti, ainsi que par son grand-oncle Jean-Claude de La Poype de Vertrieu (1655-1732), évêque de Poitiers, le roi Louis XV (1710-1774) le nomme, le 13 juillet 1738, garde-marine au département de Toulon.
Son long voyage de Paris à Toulon en voiture ou en coche d’eau, est pour lui un émerveillement et un apprentissage de la liberté et des responsabilités. Arrivé à Lyon, il reçoit l’hospitalité, place Saint-Jean, à la Maison de Fougères, il se rend ensuite au château de Serrières, situé à 8 km au sud-est de Crémieu, berceau de la famille de La Poype, et au château de Vertrieu, situé à 20 km au nord de celui de Serrières, au bord du Rhône, près de la frontière de Savoie.
Après ce séjour sur les terres familiales, il reprend sa route en direction de Toulon. Aussitôt arrivé, il présente sa lettre de nomination au chevalier de Piosin, commandant de la Marine à Toulon.
Le 1er août 1738, il est nommé Garde du Pavillon, un poste qu’il occupe jusqu’au 10 octobre 1743 et qui consiste alors à être de faction, l’épée à la main, au pied du mât où flottait le pavillon du vaisseau amiral.
Le 30 octobre 1738, La Poype de Vertrieu voit arriver à l’École des Gardes-Marines un jeune Breton de 15 ans, le chevalier Charles-Henri-Louis d'Arsac de Ternay, les deux hommes feront une grande partie de leur carrière ensemble.

### Première sortie en mer pendant la guerre de Succession d'Autriche
Sa première sortie en mer a lieu le 25 août 1740. Ce jour-là, une escadre de douze vaisseaux, placée sous les ordres du lieutenant général de La Roche-Allard, met les voiles en direction de l'Espagne. La flamme de guerre, longue banderole aux couleurs du Roi, flotte au-dessus du vaisseau amiral, gardé par le jeune La Poype de Vertrieu.
Après une croisière d'environ 1 200 km, l'escadre parvient, le 8 septembre, devant le port espagnol de Malaga. Sur place, elle est canonnée, ayant été confondue avec la flotte britannique, qui s'était présentée un mois auparavant avec un pavillon français. Reconnaissant sa méprise, le gouverneur de la place s'excuse auprès des Français. Pendant six jours, les officiers français sont reçus fastueusement dans le palais du gouverneur de Malaga, Monsieur de Cordoba.
L'escadre française reconstitue ses provisions en eau fraiche et en agrumes, utilisés alors à bord des vaisseaux pour combattre le scorbut. Le 14 décembre, l'escadre française quitte Malaga, huit vaisseaux rentrent à Toulon (La Poype de Vertrieu est sur l'un d'eux) et les quatre autres font voile en direction de la Martinique.

### Baptême de feu devant Toulon
En plus des cours théoriques dispensés à terre, La Poype de Vertrieu complète sa formation lors d'escadres d'évolution, manœuvres destinées à la formation des officiers. Il embarque à bord du vaisseau Le Flore le 4 novembre 1740 ; il passe sur Le Ferme du 4 août 1740 à avril 1741 ; sur Le Tigre en 1741-1742 et enfin sur L'Assuré en 1742-1743.
Le 10 octobre 1743, après trois années de formation, il est nommé sous-brigadier. Il subit son baptême du feu le 21 février 1744 à la bataille du cap Sicié devant Toulon, durant laquelle les escadres françaises et espagnoles (bien qu'inférieures en nombre) combattent victorieusement la flotte britannique des amiraux Mathews et Lestock. C'est à bord du vaisseau Terrible, 74 canons, commandée par le capitaine de La Jonquière, qu'il fait ses premières armes.
L'escadre française, composée de 16 vaisseaux de ligne⁣⁣, ⁣ est commandée par le chef d'escadre Court de la Bruyère⁣ ; alors que l'escadre espagnole - composée elle de 12 vaisseaux - est placée sous les ordres de l'amiral Navarro. Les deux escadres livrent une bataille rude et indécise à la flotte de l'amiral Mathews, forte de 29 vaisseaux, 10 frégates et trois brûlots. Les flottes ennemies se présentent en deux lignes parallèles, face à face et perpendiculaires au rivage, entre le cap Sicié et les îles d'Hyères. L'amiral anglais porte tout d'abord ses efforts contre les vaisseaux anglais qui subissent le feu de ses 330 canons, aux tirs plus précis.
Les Espagnols commencent à fléchir quand ils voient avec terreur le vaisseau de l’amiral Navarro, attaqué par un audacieux brûlot anglais. Pris de panique, perdant la tête, l’amiral espagnol blessé, prend la fuite et va se réfugier au fond de la cale, le royaume des rats. Assis sur un rouleau de cordes, il se met à réciter son chapelet, en appelant à son secours la Sainte Vierge.

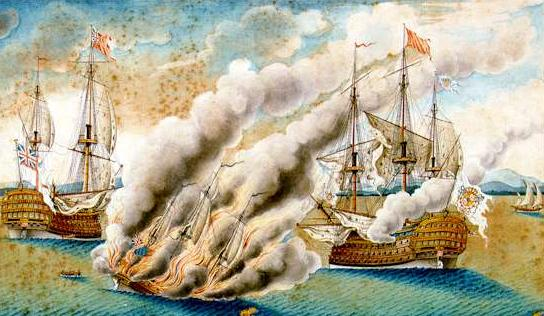
Combat entre le Real Felipe et le HMS Namur. Au premier plan, le brûlot Anne Galley, en train d'exploser après avoir été atteint par l'artillerie du Real Felipe. Toile de 1783, exposée au musée naval de Madrid.

Pendant ce temps-là, les canons anglais continuent à cracher des volées de boulets qui fauchent les mâts, arrachent les voiles, les jambes, les bras et les têtes des courageux marins espagnols qui se battent comme des démons, la rage au cœur, inondant de leur sang le pont supérieur du vaisseau espagnol.
À bord du Real Felipe, le commandant en second, l’officier de marine français Monsieur de Lage de Cueilly, prend le commandement du vaisseau amiral. Par un tir de grande précision, de ses derniers canons pouvant encore tirer, il fait sauter le brûlot anglais qui, bourré de matières incendiaires, prend feu et éparpille dans la mer, les corps déchiquetés des marins anglais, dans une terrible explosion qui faillit être fatale au vaisseau espagnol.
Quatre vaisseaux espagnols se portent alors à son secours. En voyant cela, trois vaisseaux espagnols, pris de panique, abandonnent les champs de bataille et prennent la fuite en direction de l’Espagne, se croyant battus. Pour dégager la flotte espagnole, quatre vaisseaux français, dont Le Terrible, de 74 canons, où était La Poype de Vertrieu, attaquent vivement plusieurs navires anglais à trois-ponts, commandées par la Rear-Admiral Rowley.
Après une longue canonnade, les Anglais se retirent, mal en point, mais non sans avoir infligé d’importants dégâts au Saint-Esprit, commandé par le bailli de Piosin. Le combat reprend de plus belle à 17 h 0, pour s’arrêter à 20 h 0, la nuit et la fumée empêchant de se voir.
De part et d’autre, on compte les pertes, ces dernières sont particulièrement nombreuses à bord du Real Felipe, le vaisseau amiral espagnol, qui perd environ 500 hommes, la moitié de son équipage. Les Britanniques, battus, fuient le champ de bataille et se replient à Port-Mahon, sur l’île de Minorque dans les Baléares.
Mécontents des pertes françaises qu’il juge excessives, le ministre de la Marine Maurepas, esprit assez superficiel et ignorant tout de la Marine, relève Court de La Bruyère de son commandement, alors que ce dernier avait battu les Britanniques. Il le remplace par Monsieur de Gabaret, qui commandait l’avant-garde française, à bord de Espérance (74). Gabaret s’était particulièrement distingué pendant la bataille et ses équipages avaient été décimés. La Poype de Vertrieu est envoyé à bord de L’Espérance pour reconstituer ses effectifs. Il embarque par la suite à bord du Trident durant quelques mois en 1744-1745 et quitte le port de Toulon.

### Commandements

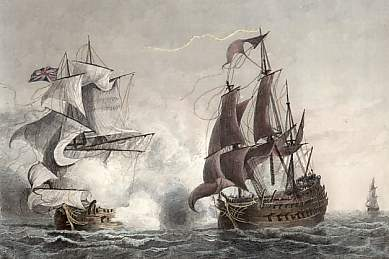
"La prise du HMS Northumberland par Le Mars", quelques mois avant que La Poype de Vertieu n'embarque à son bord.

Il est alors affecté à l’escadre de Brest et nommé enseigne de vaisseau le 1er janvier 1746. Il embarque donc sur L'Alcide, de 64 canons, et commandé par Hocquart. L’année suivante, il part pour les Amériques, à bord du Northumberland, pour participer à la campagne de Québec et reprendre aux Britanniques, l’établissement de Louisbourg, capturé en 1745.
La Poype de Vertrieu quitte Le Northumberland en 1748 et est nommé enseigne de vaisseau sur L’Intrépide. Il reste deux ans à son bord jusqu’à sa nomination comme sous-lieutenant d’artillerie à Toulon, le 1er juillet 1750. Par ailleurs, il embarque successivement sur Le Saint-Laurent, de 1750 à 1751, sur la frégate La Hardie, en 1752, sur La Rose en 1754, sur le vaisseau Le Bon du 21 mai au 14 novembre 1754 et enfin sur Le Rusé en 1755.
Ses qualités d’artilleur lui valent d’être nommé lieutenant d’Artillerie, le 19 décembre 1755, et ensuite lieutenant de vaisseau le 11 février 1756. Il est affecté sur Le Foudroyant, le 4 septembre 1756.

### Noblesse personnelle
Après vingt-neuf ans de service dans la Marine du Roi, Louis-Armand de La Poype de Vertrieu est nommé Chevalier de l’Ordre royal et militaire de Saint-Louis, créé en 1693 par Louis XIV, pour récompenser la valeur militaire.
Le 17 mars 1757, en recevant des mains du roi Louis XV (1710-1774) la Croix de Saint-Louis, il appartient désormais à la noblesse personnelle, accordée aux mérites prouvés et non à la noblesse de naissance.

### Nouvelles nominations
Ses mérites reconnus, La Poype de Vertrieu est nommé capitaine d’artillerie, le 15 janvier 1762. Cette nomination est exceptionnelle chez les officiers nobles, car ceux-ci n’aimaient pas les armes « savantes » comme l’artillerie ou le génie, parce qu'elles demandaient trop d’études et de capacités.
En 1763, il obtient le commandement du vaisseau La Pléiade, qu’il conserve pendant neuf ans, avec le grade de capitaine de frégate, accordé le 1er novembre 1764, après trente ans de service.
Le 1er mai 1765, La Poype de Vertrieu est nommé, en plus, capitaine de port en second, et deux ans après, il reçoit un brevet de capitaine de vaisseau, le 18 août 1767.

### Mariage avec la permission du Roi
En décembre 1767, il obtient la permission du Roi de se marier, à l’âge de 46 ans, avec Thérèse de Beaussier de Châteauvert, fille du chef d’escadre André Beaussier de Châteauvert. De ce mariage naît une seule fille, Elisabeth de La Poype de Vertrieu,.
La Poype de Vertrieu revient à Toulon où il est nommé commandant des gardes-marines, le 5 juin 1775 ; là même où il avait débuté trente-sept ans auparavant, en 1738. Le 14 mars 1776, il reçoit le grade de brigadier des armées navales. Homme d’action, il demande et obtient le commandement du vaisseau Le Marseillais, qu’il garde en 1778 à 1779. Il est alors âgé de 53 ans. De 1739 à 1779, pendant une carrière de quarante ans, il a embarqué en navigué sur vingt vaisseaux du Roi.

### La disgrâce royale
L’année 1780 est une année désastreuse pour La Poype de Vertrieu. Après 42 années de services dans la Marine du Roi, il est suspendu de son grade par ordre du roi Louis XVI. Ce dernier est très influencé par les intrigues de la Cour et par la reine Marie-Antoinette, influencée par l’Autriche. Il reste en disgrâce du 22 janvier 1780 au 2 décembre 1780, date à laquelle il est réintégré dans ses grades et fonctions, pour cinq mois seulement. En effet, le 1er mai 1781, à l’âge de soixante ans, après 43 années de service, il est mis à la retraite en qualité de chef d’escadre, avec une pension de 4 200 livres.
Le 6 avril 1789, il est désigné comme député de la noblesse aux États-Généraux par la sénéchaussée de Toulon. Fidèle à la monarchie, « il tint pour l'ancien ordre de choses », et donne sa démission de l’Assemblée constituante le 14 avril 1790, ainsi que du Comité de la Marine et quitte Paris pour rejoindre Toulon.
Pratiquement ruiné par la dévaluation constante de la monnaie, il réclame et obtient une augmentation de sa pension qui est portée de 4 200 à 5 400 livres, le 26 mai 1792. Lorsqu’il arrive à Toulon, l’anarchie y règne. Des équipages s’étaient révoltés et avaient massacré leurs officiers. Un amiral de la flotte est torturé en découpé en morceaux, le major Beausset a la tête coupée, au fort Saint-Jean.

### Le siège de Toulon

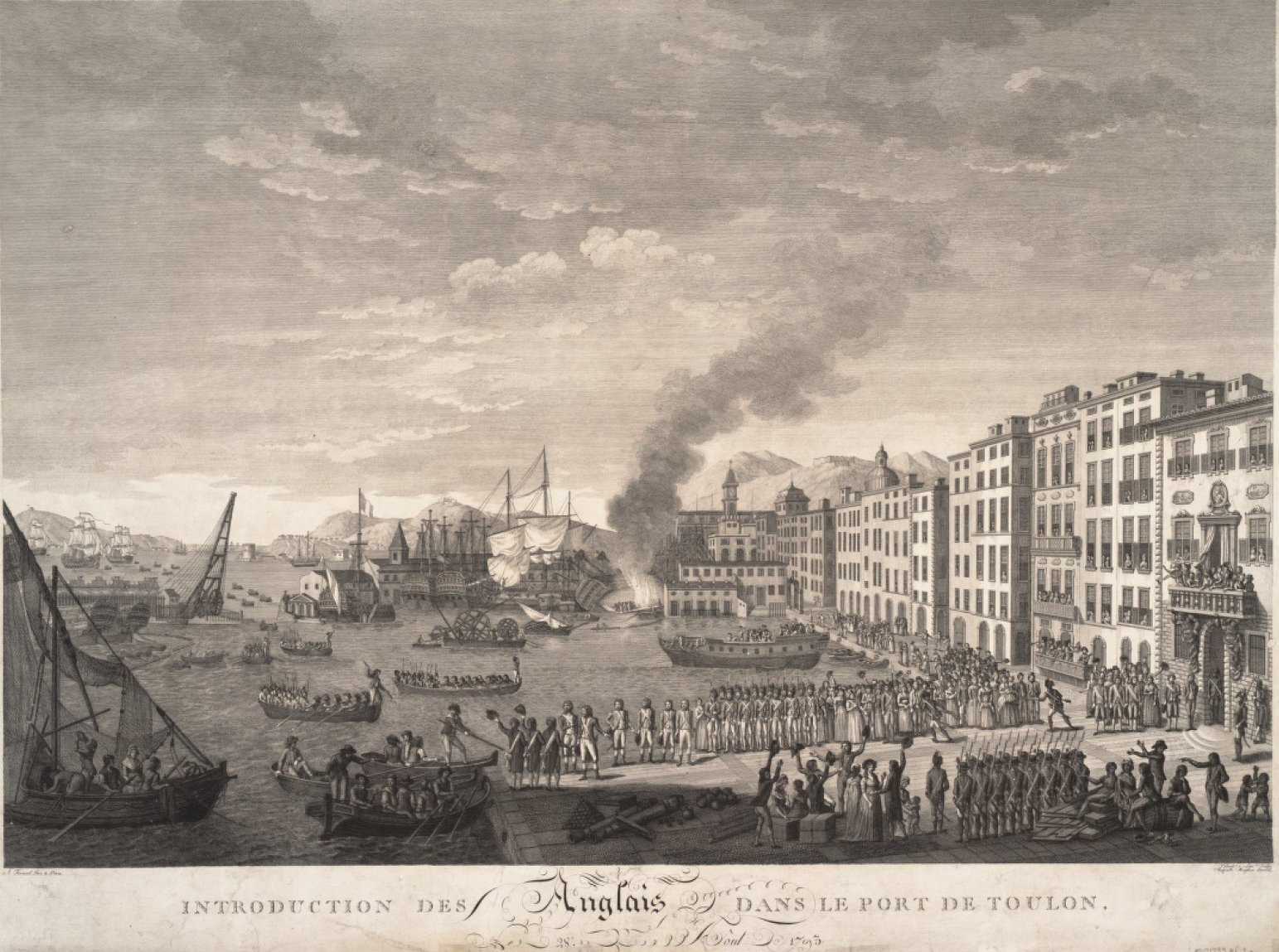
Vue du port de Toulon pendant le siège de la ville en 1793.

La ville est assiégée du 27 août au 19 décembre 1793, par l’armée révolutionnaire commandée par la général Jacques François Dugommier (1738-1794), ce dernier est aidé par le général Jean-François de La Poype (1758-1851), proche parent du chef d’escadre, rallié aux idées à la Révolution, qui avait sous ses ordres le jeune Napoléon Bonaparte.
Lors de la prise de la ville, La Poype de Vertrieu – menacé de la guillotine ou de la fusillade par le Conventionnel Louis Fréron – a disparu. Les circonstances de sa fuite ne sont pas clairement établies. Le général de La Poype a-t-il favorisé le départ à l’étranger de son parent ? Ou bien, l’ancien chef d’escadre, alors âgé de 72 ans, a-t-il trouvé refuge à bord des vaisseaux de l’amiral britannique Samuel Hood (1724-1816), qui imposaient à la ville un blocus naval ?

### L’émigration et la mort
Ne voulant pas renier son serment de fidélité au Roi de France, il est contraint à l’émigration. Il passe en Angleterre où il retrouve le marquis de Vaudreuil (1723-1802), ancien lieutenant général des armées navales, qui avait conquis le Sénégal. Après sept années passées à Londres, La Poype de Vertrieu meurt dans cette ville, le 12 mai 1801, à l’âge de 80 ans, en laissant une veuve et une fille, Elizabeth de La Poype Vertrieu. La branche de La Poype de Vertrieu s’éteindra à la mort de cette dernière.
Un lointain descendant, Roland de La Poype se distinguera dans l’aviation française pendant la Seconde Guerre mondiale, dont il sera l’un des As avec 16 victoires aériennes homologuées.

### Sources et bibliographie
- « Louis, Armand de La Poype de Vertrieu », dans Adolphe Robert et Gaston Cougny, Dictionnaire des parlementaires français, Edgar Bourloton, 1889-1891 [détail de l’édition] [texte sur Sycomore]
- Henri Caburet, Pages d'Histoire des communes, 1983, 224 p. (lire en ligne), « Un chef d'escadre au XVIIIe siècle : le Marquis Louis-Armand de La Poype de Vertrieu (1721-1801) », p. 207 et suiv.